# Canton de Caen-2
Le canton de Caen-2 est une circonscription électorale française située dans le département du Calvados et la région Normandie.
À la suite du redécoupage cantonal de 2014, les limites territoriales du canton sont remaniées.

## Géographie
Ce canton est organisé autour de Caen dans l'arrondissement de Caen. Son altitude varie de 2 m (Caen) à 77 m (Saint-Contest) pour une altitude moyenne de 33 m.

## Histoire
Le 6 brumaire an X, la ville de Caen et ses environs sont divisés en deux cantons. Le canton de Caen-Nord est formé par la partie de la commune de Caen située au nord de la route de Paris à Cherbourg, ainsi que par les communes de Saint-Contest, Épron, Saint-Germain-la-Blanche-Herbe et Hérouville. Le canton de Caen-Sud est formé par la partie de la commune de Caen située au sud de la route de Paris à Cherbourg, ainsi que par les communes d'Allemagne (actuellement Fleury-sur-Orne), Bretteville-sur-Odon, Cormelles, Ifs, Louvigny et Venoix. Authie et Carpiquet sont intégrés au canton de Tilly-sur-Seulles.
L'ordonnance du 30 décembre 1815 crée le canton de Caen-Ouest. Bretteville-sur-Odon, Saint-Germain-la-Blanche-Herbe et Louvigny y sont incorporés. Les communes d'Authie et de Carpiquet sont rattachées au canton de Caen-Ouest  en 1927 pour l'une et en 1947 pour l'autre. 
Le décret du 8 août 1967 crée le canton de Caen-Nord en intégrant Authie, Carpiquet, Saint-Contest, Saint-Germain-la-Blanche-Herbe et Épron. Finalement, le canton de Caen-2 est formé autour de  Saint-Contest, Authie, Carpiquet et Saint-Germain-la-Blanche-Herbe.
Création de Caen-II le 2 août 1973 : celui-ci comprend les communes d'Authie, et de Saint-Germain-la-Blanche-Herbe ainsi qu'une portion du territoire de la ville de Caen.
Un nouveau découpage territorial du Calvados entre en vigueur en mars 2015, défini par le décret du 17 février 2014, en application des lois du 17 mai 2013 (loi organique 2013-402 et loi 2013-403). Les conseillers départementaux sont, à compter de ces élections, élus au scrutin majoritaire binominal mixte. Les électeurs de chaque canton élisent au Conseil départemental, nouvelle appellation du Conseil général, deux membres de sexe différent, qui se présentent en binôme de candidats. Les conseillers départementaux sont élus pour 6 ans au scrutin binominal majoritaire à deux tours, l'accès au second tour nécessitant 12,5 % des inscrits au 1er tour. En outre la totalité des conseillers départementaux est renouvelée. Ce nouveau mode de scrutin nécessite un redécoupage des cantons dont le nombre est divisé par deux avec arrondi à l'unité impaire supérieure si ce nombre n'est pas entier impair, assorti de conditions de seuils minimaux. Dans le Calvados, le nombre de cantons passe ainsi de 49 à 25.

## Représentation

### Représentation de 1973 à 2015
| Période | Période      | Identité           | Étiquette | Qualité                                                                                  |
| ------- | ------------ | ------------------ | --------- | ---------------------------------------------------------------------------------------- |
| 1973    | 1982         | Louis Mexandeau    | PS        | Professeur agrégé, député (1973-1981), ministre, élu en 1982 dans le canton de Caen-3    |
| 1982    | 1997 (décès) | Serge Maillard     | PS        | Principal de collège retraité, maire de Saint-Germain-la-Blanche-Herbe (1975-1997)       |
| 1998    | 2001         | Philippe Duron     | PS        | Professeur de lycée agrégé d'histoire, maire de Louvigny (1989-2004), député (1997-2002) |
| 2001    | 2012 (décès) | Michel Pondaven    | PS        | Directeur d'école, conseiller municipal de Caen                                          |
| 2012    | 2014 (décès) | Marie-Line Sesboüé | PS        | Ancienne conseillère municipale de Saint-Germain-la-Blanche-Herbe                        |

### Représentation après 2015
| Période élective | Période élective | Mandat | Mandat   | Identité                 | Nuance | Nuance | Qualité |
| ---------------- | ---------------- | ------ | -------- | ------------------------ | ------ | ------ | --- |
| 2015             | 2021             | 2015   | 2021     | Patrick Jeannenez        |        | LR     | Chef d'entreprise Adjoint au maire de Caen                                                                                |
| 2015             | 2021             | 2015   | 2021     | Stéphanie Yon-Courtin    |        | DVD    | Juriste Maire de Saint-Contest (2014-2019) 10e vice-présidente du conseil départemental                                   |
| 2021             | 2028             | 2021   | en cours | Patrick Jeannenez        |        | LR     | Chef d'entreprise Conseiller municipal délégué de Caen                                                                    |
| 2021             | 2028             | 2021   | en cours | Marie-Christine Quertier |        | DVD    | Médecin, directrice du Centre régional de dépistage des cancers Ancienne conseillère départementale DVC du canton de Vire |

### Résultats détaillés

#### Élections de mars 2015
À l'issue du 1er tour des élections départementales de 2015, deux binômes sont en ballottage : Patrick Jeannenez et Stéphanie Yon-Courtin (Union de la Droite, 37 %) et Pascal Leroy et Lucie Salley (PS, 29,92 %). Le taux de participation est de 49,76 % (9 384 votants sur 18 859 inscrits) contre 51,43 % au niveau départemental et 50,17 % au niveau national.
Au second tour, Patrick Jeannenez et Stéphanie Yon-Courtin (Union de la Droite) sont élus avec 53,04 % des suffrages exprimés et un taux de participation de 49,02 % (4 539 voix pour 9 244 votants et 18 859 inscrits).
Stéphanie Yon-Courtin a quitté LR. Elle a été élue députée au Parlement Européen en mai 2019 sur la liste LREM-MoDem-Agir, la droite constructive.

#### Élections de juin 2021
Le premier tour des élections départementales de 2021 est marqué par un très faible taux de participation (33,26 % au niveau national). Dans le canton de Caen-2, ce taux de participation est de 33,79 % (6 313 votants sur 18 681 inscrits) contre 34,31 % au niveau départemental. À l'issue de ce premier tour, deux binômes sont en ballottage : Patrick Jeannenez et Marie-Christine Quertier (Union au centre et à droite, 52,01 %) et Marie-Jeanne Gobert et Jeff Soubien (Union à gauche, 47,99 %).
Le second tour des élections est marqué une nouvelle fois par une abstention massive équivalente au premier tour. Les taux de participation sont de 34,3 % au niveau national, 34,65 % dans le département et 34,95 % dans le canton de Caen-2. Patrick Jeannenez et Marie-Christine Quertier (Union au centre et à droite) sont élus avec 52,87 % des suffrages exprimés (3 270 voix pour 6 530 votants et 18 684 inscrits),,.

## Composition

### Composition de 1973 à 1982
Création de Caen-II le 2 août 1973 : celui-ci comprend les communes d'Authie, et de Saint-Germain-la-Blanche-Herbe ainsi qu'une portion du territoire de la ville de Caen.

### Composition de 1982 à 2015

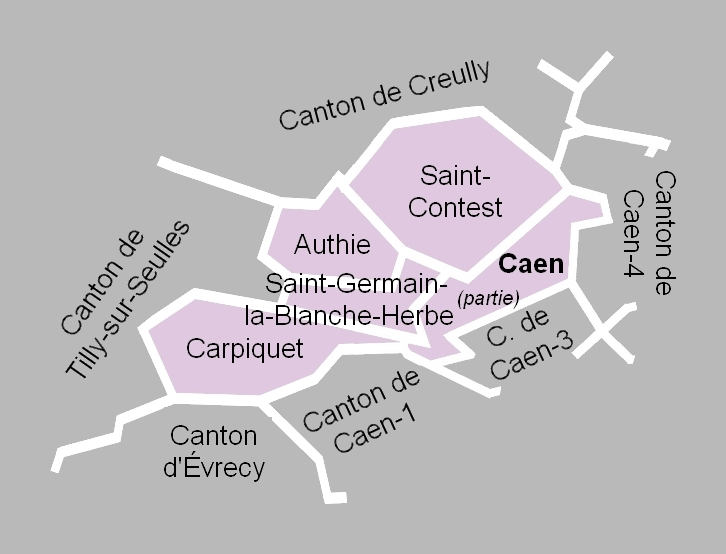
La carte des communes de l'ancien canton. Les cantons limitrophes étaient ceux de Tilly-sur-Seulles, de Creully, de Caen-4, de Caen-3, de Caen-1 et d'Évrecy.

Le canton de Caen-2 comptait 25 574 habitants en 2012 (population municipale). Il se composait d’une fraction de la commune de Caen et de quatre autres communes :
- Authie ;
- Caen (fraction) ;
- Carpiquet ;
- Saint-Contest ;
- Saint-Germain-la-Blanche-Herbe.

Les quartiers de Caen compris dans ce canton étaient le Chemin Vert, la Folie Couvrechef et la Maladrerie. La portion de Caen incluse était « déterminée par l'axe des voies suivantes : au sud, rue du Général-Moulin, chemin vicinal no 4, rue Savorgnan-de-Brazza, rue du Général-Moulin, rue Deslongchamps, rue des Mazurettes, rue de la Cité-du-Pot-d'Étain, chemin des Poissonniers, rue de Beaulieu, rue de la Hague, rue d'Authie, rue des Treize-Acres, rue du Chemin-Vert, avenue R-Schumann, chemin départemental no 126 de Caen à Rosel, boulevard périphérique ; à l'est, avenue de Courseulles, boulevard du Général-Weygand, boulevard du Maréchal-Juin, chemin départemental no 7 de Caen à Courseulles-sur-Mer (jusqu'à la limite avec la commune d'Épron) ».
À la suite du redécoupage des cantons pour 2015, les quatre communes entières et la plus grande partie caennaise du canton sont à nouveau rattachées au canton de Caen-2. Seuls les îlots de l'IUT et des rues du Bengale et du Tibet (à la Folie-Couvrechef) sont intégrés au canton de Caen-3.

#### Ancienne commune
Le canton de Caen-2 incluait également dans ses limites antérieures à 2015 l'ancienne commune de Saint-Louet-près-Authie, absorbée en 1832 par Authie.

### Composition à compter de 2015
Le canton de Caen-2 comprend cinq communes entières et une fraction de la commune de Caen.
| Nom                            | Code Insee | Intercommunalité | Superficie (km2) | Population (dernière pop. légale)                 | Densité (hab./km2) | Modifier                                    |
| ------------------------------ | ---------- | ---------------- | ---------------- | ------------------------------------------------- | ------------------ | ------------------------------------------- |
| Caen (bureau centralisateur)   | 14118      | CU Caen la Mer   | 25,70            | Fraction : 19 781 (2022) Commune : 108 398 (2022) | 4 218              | modifier les données · modifier les données |
| Authie                         | 14030      | CU Caen la Mer   | 3,21             | 1 691 (2022)                                      | 527                | modifier les données · modifier les données |
| Carpiquet                      | 14137      | CU Caen la Mer   | 5,88             | 3 266 (2022)                                      | 555                | modifier les données · modifier les données |
| Saint-Contest                  | 14566      | CU Caen la Mer   | 8,05             | 2 459 (2022)                                      | 305                | modifier les données · modifier les données |
| Saint-Germain-la-Blanche-Herbe | 14587      | CU Caen la Mer   | 2,63             | 2 493 (2022)                                      | 948                | modifier les données · modifier les données |
| Villons-les-Buissons           | 14758      | CU Caen la Mer   | 3,76             | 834 (2022)                                        | 222                | modifier les données · modifier les données |
| Canton de Caen-2               | 1406       |                  |                  | 30 524 (2022)                                     |                    | modifier les données                        |

La partie de la commune de Caen intégrée dans le canton est celle située au nord d'une ligne définie par l'axe des voies et les limites suivantes : depuis la limite territoriale de la commune de Carpiquet, route de Caumont-l'Eventé, boulevard Georges-Pompidou, rue Nicolas-Oresme, rue du Général-Moulin, rue de Bayeux, boulevard Dunois, boulevard Richemont, avenue de Creully, avenue de Courseulles, esplanade Brillaud-de-Laujardière, avenue Jean-Monnet, rue René-Duchez, avenue du Maréchal-de-Lattre-de-Tassigny, avenue de Courseulles, boulevard du Maréchal-Juin, une ligne droite dans le prolongement du boulevard Jean-Moulin jusqu'à la rue du Chemin-de-Fer de la commune d'Epron jusqu'à la limite territoriale de la commune d'Épron.

## Démographie

### Démographie avant 2015
| 1975 | 1982 | 1990   | 1999   | 2006   | 2011   | 2012   |
| ---- | ---- | ------ | ------ | ------ | ------ | ------ |
| -    | -    | 21 576 | 25 772 | 25 783 | 25 535 | 25 574 |

### Démographie depuis 2015
En 2022, le canton comptait 30 524 habitants, en évolution de +0,5 % par rapport à 2016 (Calvados : +1,58 %, France hors Mayotte : +2,11 %).
| 2013   | 2018   | 2022   |
| ------ | ------ | ------ |
| 30 313 | 30 048 | 30 524 |